# Berberis latifolia
Berberis latifolia là một loài thực vật có hoa trong họ Hoàng mộc. Loài này được Ruiz & Pav. mô tả khoa học đầu tiên năm 1802.